# Stewart Granger
Stewart Granger (6. května 1913, Londýn – 16. srpna 1993, Santa Monica) byl anglický herec.

## Život
Narodil se jako James Lablache Stewart – aby si ho nepletli s Jamesem Stewartem, vystupoval pod příjmením své babičky Grangerové. Jeho otec byl armádní důstojník, matka pocházela z umělecké rodiny a jejím předkem byl operní pěvec Luigi Lablache.
Původně chtěl být lékařem, pak vystudoval Webber Douglas Academy of Dramatic Art a hrál u Hull Repertory Theatre Company. Od dvaceti let účinkoval ve filmech jako komparsista, první větší roli měl ve filmu Thorntona Freelanda So This Is London v roce 1939. Za druhé světové války sloužil u jednotky Black Watch. Ve čtyřicátých letech vynikl v romantických melodramatech společnosti Gainsborough Pictures. V roce 1951 ho časopis Kinematograph Weekly vyhlásil nejpopulárnějším britským hercem. V padesátých letech působil v Americe, kde hrál v dobrodružných filmech Doly krále Šalamouna, Zajatec ze Zendy, Scaramouche, Poslední lov a Na sever Aljašky. V roce 1956 získal americké občanství a provozoval ranč v Arizoně.
Počátkem šedesátých let se vrátil do Evropy. Ztvárnil postavu Old Surehanda v adaptacích Karla Maye Petrolejový princ, Mezi supy a Old Surehand, objevil se také v detektivce Znamení trojúhelníku a ve válečném filmu Divoké husy. Hrál Sherlocka Holmese ve zfilmování Psa Baskervillského objevil se také v televizních seriálech To je vražda, napsala a Dědictví Guldenburgů. Poslední film natočil v roce 1989. Vydal vzpomínkovou knihu Sparks Fly Upward.
Byl třikrát ženatý (první manželkou byla Elspeth Marchová, druhou Jean Simmonsová a třetí Caroline LeCerfová) a měl čtyři děti. Zemřel ve věku osmdesáti let na rakovinu prostaty.